# Izz ad-Din Ibrahim
Scheich Izz ad-Din Ibrahim (arabisch عز الدين إبراهيم, DMG ʿIzz ad-Dīn Ibrāhīm; * 1928 in Kairo, Ägypten; † 30. Januar 2010 in London) war ein islamischer Gelehrter, der in den 1960er-Jahren in Katar arbeitete und die Staatsbürgerschaft der Vereinigten Arabischen Emirate erwarb.

## Leben
Er studierte Arabische Literatur an der Universität Kairo und erwarb seinen Ph.D. in Literatur in London.
Izz ad-Din Ibrahim war Berater für Kulturelle Angelegenheiten des Premierministeriums der Vereinigten Arabischen Emirate und von Scheich Zayid bin Sultan Al Nahyan. Er war Rektor der Universität der Vereinigten Arabischen Emirate in al-ʿAin. Er war einer der Führer der Muslimbruderschaft.
2006 gehörte Izz ad-Din Ibrahim zu den Unterzeichnern eines offenen Briefs islamischer Gelehrter an Papst Benedikt XVI. nach dessen Regensburger Rede. Er war einer der 138 Unterzeichner des offenen Briefes Ein gemeinsames Wort zwischen Uns und Euch (engl. A Common Word Between Us & You), den Persönlichkeiten des Islam an „Führer christlicher Kirchen überall“ (engl. „Leaders of Christian Churches, everywhere …“) sandten (13. Oktober 2007).

## Werke
- Vierzig heilige Ḥadīt̲e = (Ahadith qudsiyyah). [München] : [Islamisches Zentrum], [1987]. Islamisches Zentrum (München); Schriftenreihe des Islamischen Zentrums München (web), (web)

- Ein erbärmlicher Aufschrei: Sunna gegen Schia. Teheran: Sasman-e Tablighat-e Eslami, 1987 (Sāzmān-i Tablīġāt-i Īslāmī, 248) (Worldcat)